# Champions de France

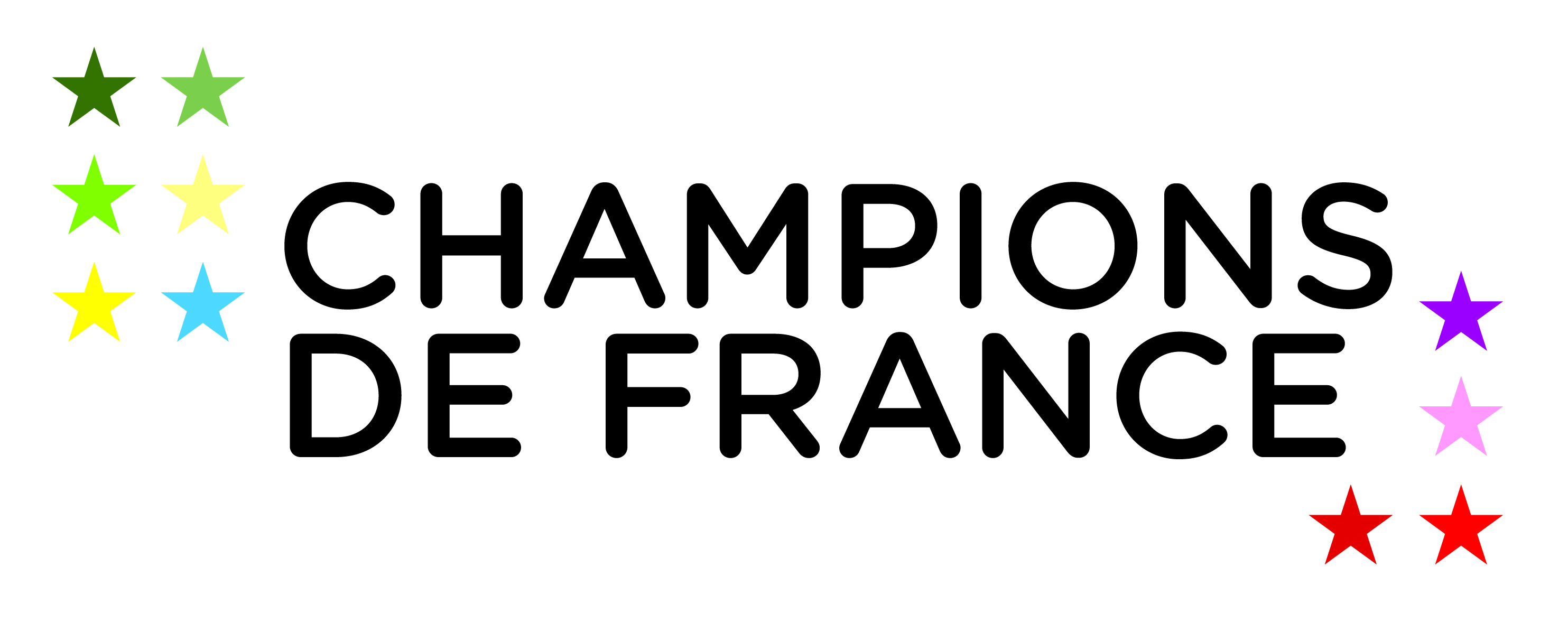
Logotype de la série.

Champions de France, Ils ont gagné pour la France depuis plus d’un siècle est une série de 45 films-portraits de deux minutes de Rachid Bouchareb et Pascal Blanchard. Elle a été diffusée sur les chaînes du Groupe France Télévisions du 6 juin 2015 au 11 juin 2016. Elle fait suite à la série Frères d’armes (2014-2015) des mêmes auteurs.

## Présentation

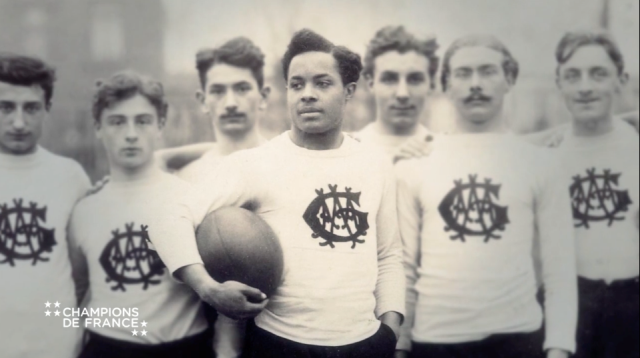
Constantin Henriquez de Zubiera, Haïti (c.1872-1957)

La série se présente sous la forme d’un « cycle mémoriel » filmique : quarante-cinq portraits de champions et quarante-cinq voix-commentaires de personnalités reconnues. Elle s’attache à faire connaître à un large public le parcours de grandes figures sportives issues des immigrations et des outre-mer, mais aussi des moments d’exception tels que les Jeux olympiques de 1900, les Jeux olympiques de Paris de 1924, l’épopée de 1958, l’Euro 1984 ou la victoire de 1998.
Cette histoire du sport commence dès la fin du XIXe siècle avec des champions asiatiques, africains, maghrébins, polynésiens, de l’océan Indien, des Caraïbes ainsi que de toute l’Europe ou des Amériques qui sont venus en France hexagonale, et se poursuit aujourd’hui avec la nouvelle génération issue des différents flux migratoires, des diversités ultramarines et de l’histoire coloniale, une spécificité majeure de la France et du sport français.
Ce programme est complété par quatre expositions : Les joueurs maghrébins en équipe de France, Des Noirs dans les Bleus, Ces Bleus venus d’Europe, Sport et Diversités en France, organisées par le Groupe de recherche Achac.

## Distribution
- Pierre Alexandre Tuffèri, Guyane (1876-1958), le premier médaillé olympique français, raconté par Alain Mabanckou
- Constantin Henriquez de Zubiera, Haïti (c. 1872-c. 1957), le premier Afro-Caribéen champion olympique, sous les couleurs de la France, raconté par Aïssa Maïga
- Allan Henry Muhr, États-Unis (1882-1944), premier rugbyman français à marquer face aux Anglais, raconté par Abdelatif Benazzi
- Major Taylor, États-Unis (1878-1932), l’un des premiers grands champions afro-américains qui sera sacré en France, raconté par Pascal Légitimus
- Louis Phall Battling Siki, Sénégal (1897-1925), premier champion du monde de boxe afro-français, raconté par Claudy Siar

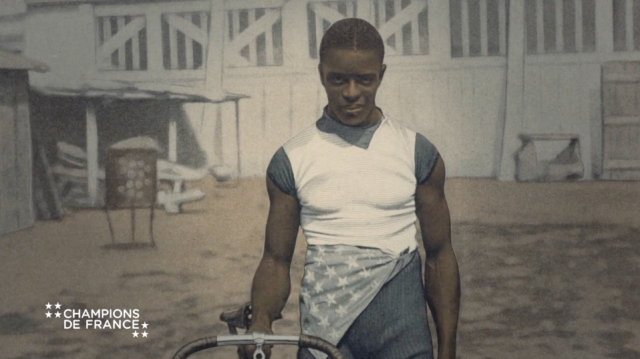
Major Taylor, États-Unis (1878-1932)

- Boughéra El Ouafi, Algérie (1898-1959), le premier athlète africain médaillé pour la France, raconté par Lilian Thuram
- Panama Al Brown, Panama (1902-1951), le boxeur aux 132 victoires, raconté par Céline Géraud

- Raoul Diagne, Guyane & Sénégal (1910-2002), le premier afro-antillais à avoir été sélectionné en équipe de France, raconté par Sonia Rolland
- Victor Young Perez, Tunisie (1911-1945), immense champion populaire en France et dans sa Tunisie natale, raconté par Roschdy Zem
- Alfred Nakache, Algérie  (1915-1983), le nageur d’Algérie au destin incroyable, raconté par Abd al Malik
- Marcel Cerdan, Algérie (1916-1949), sportif populaire, incarnant la transition entre l’amateurisme et le professionnalisme, raconté par Tony Gatlif
- Papa Gallo Thiam, Sénégal  (1930-2001), homme d’engagement et premier francophone à franchir la barre des deux mètres, raconté par Rachida Brakni
- Abdelkader Zaaf, Algérie (1917-1986), le « zouave du peloton », raconté par Karole Rocher
- Larbi ben Barek, Maroc (1917-1992), « La Perle noire de Casablanca », raconté par Firmine Richard
- Roger Walkowiak, Pologne (né en 1927), le Tour de France à la « Walko », raconté par Charles Berling
- Alain Mimoun, Algérie (1921-2013), le champion olympique du marathon de Melbourne en 1956, raconté par Thomas Ngijol

- Alphonse Halimi, Algérie (1932-2006), la « petite terreur », raconté par Bernard Montiel
- Raymond Kopa, Pologne (né en 1931), le premier joueur français à recevoir le Ballon d’or, raconté par Louis Chedid
- Jean Stablewski, Pologne (1932-2007), le coureur cycliste aux 106 victoires, raconté par Cécilia Hornus
- Michel Malinovsky, Ukraine (1942-2010), le navigateur solitaire, raconté par Jacob Desvarieux
- Angelo Parisi, Italie (né en 1953), première médaille d’or judo catégorie des lourds en 1984, raconté par Passi
- Yannick Noah, Cameroun (Né en 1960), le premier joueur afro-français champion de tennis, raconté par Audrey Pulvar
- Marius Trésor, Guadeloupe (né en 1950), le premier Antillais capitaine des Bleus, raconté par Yasmina Khadra
- L'équipe de France de football de 1984, Italie, Espagne, Mali (1984), la première équipe championne d’Europe, raconté par Jacques Martial
- Serge Blanco, Venezuela (né en 1958), le rugbyman aux deux grands chelems, raconté par Kad Merad
- Abdelatif Benazzi, Algérie & Maroc (né en 1968), premier sportif d’origine maghrébine, à « commander », une équipe de France, raconté par Moustapha Amokrane
- Marie-José Pérec, Guadeloupe (née en 1968), triple championne olympique, racontée par Soprano
- Lilian Thuram, Guadeloupe (né en 1972), le recordman de sélections en équipe de France (142), raconté par Rokhaya Diallo
- Zinédine Zidane, Algérie (né en 1972), le plus mythique des footballers français, raconté par Jamel Debbouze
- Mary Pierce, États-Unis & France (née en 1975), la gagnante de Roland-Garros 2000, racontée par Léa Salamé
- L'équipe de France féminine de handball, Hongrie, Maroc, Tchad, La Réunion & Comores (2002), une équipe au sommet de l’élite mondiale, racontée par Elsa Zylberstein
- Pascal Gentil, Martinique (né en 1975), le champion du Taekwondo, raconté par Nelson Monfort
- Christine Arron, Guadeloupe (née en 1973), l’une des leaders du 4 x 100 mètres français, raconté par François Busnel
- Aya Cissoko, France & Mali (née en 1978), boxeuse tenace dans son combat pour sa liberté et sa reconnaissance, racontée par Akhenaton
- Jérôme et Fabrice Jeannet, Martinique (nés en 1977 et 1980), les épéistes en or, racontés par Isabelle Giordano
- L’équipe de France féminine de basket, Martinique, Allemagne, Sénégal, Pologne, Cameroun & Bénin (2009), les premières médaillées d’or dans un sport collectif, racontée par Smaïn
- Arnaud Assoumani, Comores (né en 1985), il est à la fois athlète chez les valides et en handisport, raconté par Sami Bouajila
- François Trinh-Duc, France & Vietnam (né en 1986), le talent d’or du rugby, raconté par Nozha Khouadra
- Lucie Décosse, Guyane (née en 1981), trois fois championne du monde, racontée par Aya Cissoko
- Jackson Richardson, La Réunion (né en 1969), le joueur le plus capé en handball, raconté par Lucien Jean-Baptiste
- Teddy Riner, Guadeloupe (né en 1989), premier judoka à remporter 7 titres mondiaux, raconté par Omar Sy
- Tony Parker, États-Unis & Pays-Bas (né en 1982), le meneur de jeu des Bleus, raconté par Philippe Torreton
- Tessa Worley, Australie & France (née en 1989), une des cinq Françaises sacrée en géant, racontée par Mélissa Theuriau
- Nikola Karabatic, Serbie & Croatie (né en 1984), Handballeur, l’un des plus grands champions français de sport collectif, raconté par Rachid Bouchareb
- Grégory Baugé, Guadeloupe (né en 1985), premier pistard antillais en équipe de France avec 8 titres de champions du monde de vitesse, raconté par Ariane Ascaride

## Autour de la série
La série a été présentée en avant-première en mai 2015 au festival Étonnants Voyageurs. Des films de la série ont également été diffusés en France dans le cadre des expositions du Groupe de recherche Achac : Sport et Diversités à Toulouse (du 5 au 24 octobre 2015, Espace des diversités et de la laïcité) ; à Metz (3 au 30 novembre 2015) ; lors du colloque « Sport et Diversités » à l’INSEP les 14 et 15 avril 2016 ; dans le cadre l’opération BiblioFoot pour l’EURO2016 (Exposition et conférence : Un siècle de diversité dans le sport en France, Médiathèque JP Melville, Paris, 17 juin 2016) ; au séminaire Citoyenneté du réseau E2C le 28 juin 2016 à Paris ; à l'UFR STAPS de l'université d'Artois en 2016.